# Monocentrus mbalensis
Monocentrus mbalensis är en insektsart som beskrevs av Boulard 1971. Monocentrus mbalensis ingår i släktet Monocentrus och familjen hornstritar. Inga underarter finns listade i Catalogue of Life.